# Ендрик
Ендрик Фелипе Морейра де Соуса (на португалски: Endrick Felipe Moreira de Sousa), по-известен като Ендрик, е бразилски професионален футболист, който играе като нападател за испанския клуб Реал Мадрид.

## Биография
Ендрик започва да играе футбол на четири годишна възраст. Баща му Дъглас Соуса публикува головете на сина си в YouTube с целта да привлече вниманието към него сред големите бразилски клубове. Още от малък той мечтае да стане професионален футболист, за да може да помогне на семейството си и да им осигури по-добър живот. Баща му е бил безработен, преди да получи работа като чистач в Палмейрас. Кариерата му расте всеки ден, мечтата се превръща в реалност, като той ще се присъедини официално в Реал Мадрид лятото на 2024г. когато е станал на 18. Друго голямо негово постижение се постига на 23.03.2024г. когато вкарва първия си гол в първия си мач за мъжкия национален отбор на Бразилия.